# Норд: Велика зима
«Норд: Велика Зима» — роман української письменниці Айї Неї, перша книга серії «Норд», написаний у жанрі етнічного (скандинавського) пригодницького фентезі. Книга була опублікована в 2021 році видавництвом «БукБанда». Книга підходить для читачів віком від 12 років.

## Сюжет
Сіф Скільфінґар (головна героїня) разом з родиною живе в невеликому селищі Борре біля стародавнього лісу. У Борре панує суворий клімат: зими тривають довгі місяці, а літо швидко минає. Щороку на свято Йоль мешканці вшановують богів та духів, святкуючи пришестя доброго Пана — Короля Сонце, який захищає їх від морозів і оберігає врожай.
Однак зміни в кліматі насторожують місцевих жителів: літо стає холоднішим, ночі — довшими, а в лісах з'являються чудовиська. Усе тому, що баланс між силами добра та зла, світлом і темрявою порушено. На Півночі, де зберігається магія світу і росте Велике Дерево, новий жорстокий король вбив Короля Сонце та заволодів його чарами, прирікаючи світ на вічну зиму.

## Історія створення
Ідея створення книги «Норд» з'явилася у авторки зі сну і бажання написати щось казкове і темне. Перша версія історії була створена як коротка казка, яку авторка залишила в шухляді. Через кілька років, надихнувшись образами духів Зими та роздумами про свято Йоль, авторка розширила історію, додавши елементи скандинавської міфології та магії. Після кількох років досліджень і написання, роман перетворився на епос, у якому головні герої — діти селища Борре — подорожують Дев'ятьма Світами, щоб врятувати своїх рідних від сил темряви.

## Герої
- Сіф Скільфінґар — тринадцятирічна донька ярла із селища Борре, яка змушена боротися з темними силами Півночі, щоб виконати пророцтво норн. Усе життя Сіф марить пригодами, але не уявляє, що на неї чекає. Ворожіння на свято Йоль завершується зустріччю з таємничим незнайомцем у масці-черепі, що передрікає Сіф початок Великої Зими. Вік Вітру, Вік Вовка уже настає! І Сіф треба обрати за кого вона битиметься у прийдешній війні королів.
- Нордан — таємничий юнак у масці-черепі. Він застерігає Сіф про початок Великої Зими, допомагає Сіф здолати Дикі Лови та везе на Північ. Носить завжди усе чорне. Знається на чарах та чаклунстві. Може обертатися на магічного звіра-авроха Урура.
- Родина Сіф — Сіґурд Скільфінґар - ярл Борре та батько Сіф. Молодший із трьох братів-ярлів. Дайлія - мати Сіф, яка приховує від неї таємницю свого справжнього походження. Бо - молодший братик Сіф. Ілів - старша сестра Сіф, яка завжди її сварить за неналежне вбрання чи поведінку не гожу дівчинки.
- Діти селища Борре — друзі Сіф, які вирушають з нею у небезпечну подорож, щоб захистити свої родини та світ. У наступних книгах Бо, Кала, Мія, Хайлей отримують окремі сюжетні гілки та розповідають про світи в яких опинилися.
- Король Місяць — добрий правитель, який оберігає людей від морозів та чудовиськ, однак стає жертвою лихого короля Півночі.
- Алеванр - незнайомець у білому, який приходить у Борре на свято Йоль, але приховує справжні мотиви свого візиту.
- Лихий король Півночі Снеур — новий жорстокий правитель, який вбив Короля Сонце, порушив баланс сил і прирік світ на вічну зиму.
- Ллеу - сова-улюблениця Сіф.
- Ніссе - домовик, якого Сіф побачила, коли Нордан повернув їй дар справжнього зору.

## Продовження
Історія продовжується у другій частині серії «Норд: Вік Вовка», а також третій книзі «Норд: Сутінки Світів», у яких авторка розвиває всесвіт «Норд» і збагачує сюжет новими пригодами героїв. Видання «Норд: Вік Вовка» наразі поділений на два томи. 

## Теми й мотиви
Роман порушує теми дружби, сімейних цінностей, внутрішньої сили та віри в себе навіть у найтемніші часи. Однією з ключових ідей було показати важливість збереження людяності та пошуку внутрішньої сили у складних ситуаціях. Норд сповнений атмосферою темної скандинавської казки, досліджує скандинавську міфологію та магію, описує побуд за часів вікінгів. 

## Видання
Книга була видана в електронному форматі у 2021 році, доступна у форматі epub. Паперова книга доступна в книжкових мережах, бібліотеках, а також на сайті авторки. Книга оздоблена мапою та незвичними кольоровими ілюстраціями від сучасних українських художниць.